# Pseudomoron hiekei
Pseudomoron hiekei är en skalbaggsart som beskrevs av Stefan von Breuning 1965. Pseudomoron hiekei ingår i släktet Pseudomoron och familjen långhorningar. Inga underarter finns listade i Catalogue of Life.